# پنج‌گانه (دو و میدانی)
پنج‌گانه در ورزش دو و میدانی، پنج‌گانه (به انگلیسی: pentathlon) در طول تاریخ به ورزش‌های مختلفی اطلاع شده‌است.
پنج‌گانه معمولاً شامل پنج رویداد است. تنها یک نوع از این رویداد در سطح بالای رقابت‌های دوران معاصر باقی مانده‌است، و آن مسابقات پنج‌گانهٔ داخل سالن بانوان است که در برنامهٔ مسابقات قهرمانی داخل سالن بین‌المللیِ اتحادیهٔ بین‌المللی فدراسیون‌های دو و میدانی (IAAF) نیز برگزار می‌شود.

## پنج‌گانهٔ داخل سالن بانوان
رقابت‌های پنج‌گانهٔ داخل سالن بانوان یکی از رشته‌های ترکیبیِ دو و میدانی است که ورزشکارانِ آن در پنج رشتهٔ مختلف، به‌طور پیاپی مسابقه می‌دهند. بر اساس رکوردهایی که شرکت‌کنندگان در هریک از این رشته‌ها ثبت می‌کنند، امتیازاتی مطابق جدولی خاص به آن‌ها تعلق می‌گیرد و درنهایت، برندهٔ مسابقه شخصی خواهد بود که بیشترین امتیاز را در مجموعِ پنج رشته کسب کرده‌است. پنج‌گانهٔ داخل سالن بانوان در سال ۱۹۹۳ به‌طور غیررسمی ایجاد و اجرا شد و سپس در ۱۹۹۵ به‌عنوان رشته‌ای رسمی توسط اتحادیهٔ بین‌المللی فدراسیون‌های دو و میدانی به تصویب رسید.
پنج‌گانهٔ داخل سالن بانوان شامل ماده‌های زیر است:
1. دو ۶۰ متر بامانع
2. پرش ارتفاع
3. پرتاب وزنه
4. پرش طول
5. دو ۸۰۰ متر

رکورددار جهانیِ این رشته ناتالیا دوبرینسکا از کشور اوکراین با مجموعِ ۵۰۱۳ امتیاز است که این رکورد را در ۹ مارس ۲۰۱۲ در استانبول به‌دست آورده‌است.

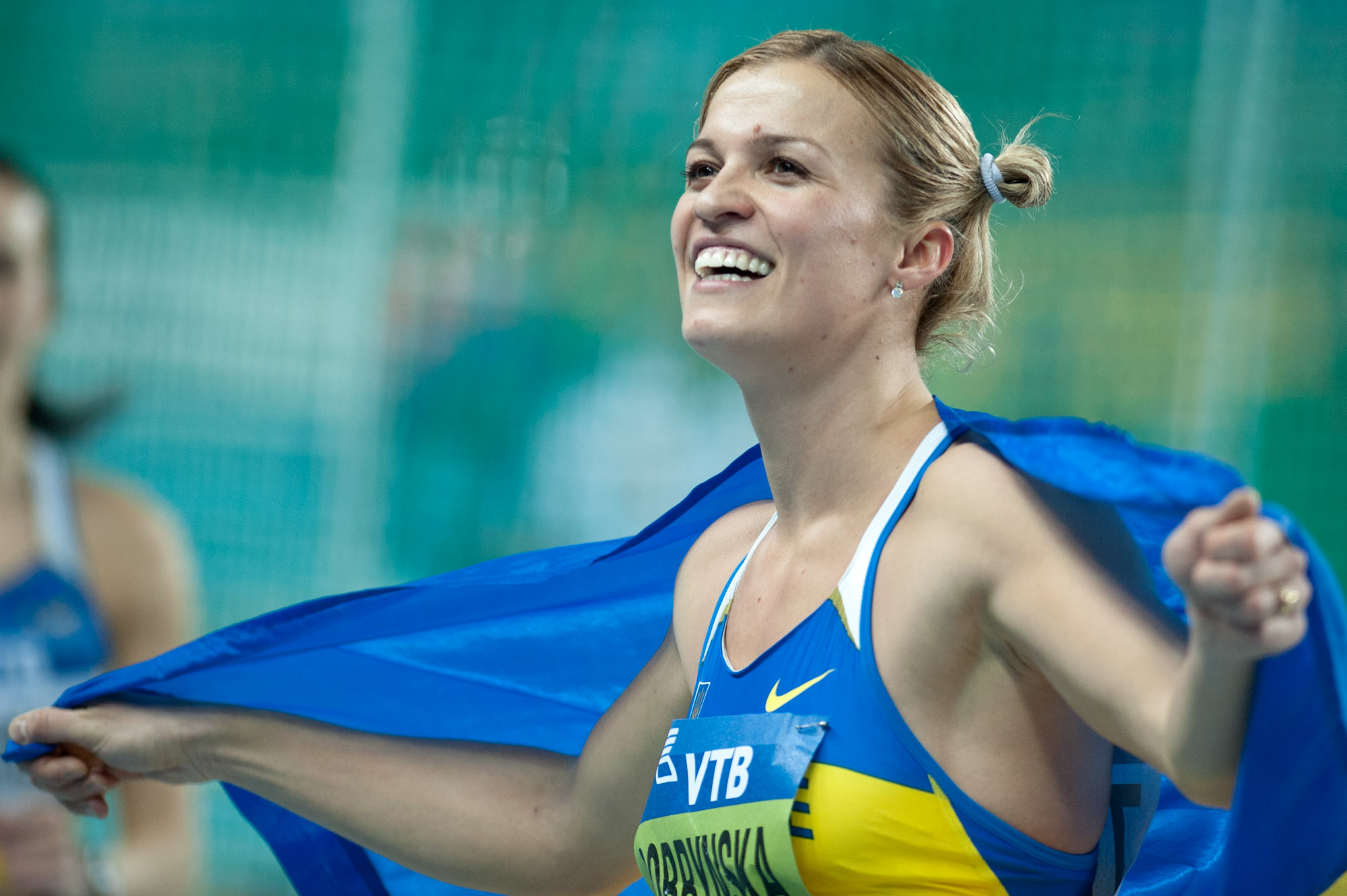
ناتالیا دوبرینسکا، رکورددار پنج‌گانهٔ داخل سالن بانوان جهان، در مسابقات دو و میدانی داخل سالن، استانبول، ۲۰۱۲